# 亞倫·塞戈
阿隆·塞戈（英語：Aaron Joseph Seigo，1975年—），出生在加拿大不列颠哥伦比亚省，是开源软件開發者，目前住在瑞士蘇黎世。他從2000年起，就一直KDE貢獻者，在2007年7月至2009年7月間他曾擔任KDE e.V.的主席，並於2008年獲得Akademy獎的評審委員會獎。目前，他主要負責Plasma開發並作為團隊的領導者。

## 外部連結
- Blog of Aaron （页面存档备份，存于）
- KDE king Seigo talks life, free software and reinventing the desktop （页面存档备份，存于）
- Keynote Speaker at Akademy 2010: Aaron Seigo Interview （页面存档备份，存于）